# Frank McLintock
Frank McLintock, född 28 december 1939 i Glasgow, skotsk fotbollsspelare.
McLintock var från början en hårt jobbande ytterhalv med stora ledaregenskaper och som även var en skicklig bollspelare. Han gjorde debut för Leicester City 1959. Under fem säsonger i Leicester var han med om att förlora tre cupfinaler; FA-cupen 1961 och 1963 samt Ligacupen 1964. I oktober 1964 betalade Arsenals manager Bertie Mee 80 000 pund för McLintock. I Arsenal blev han lagkapten 1967 och skolades om till centerhalv två år senare. Han var med om att förlora ytterligare två ligacupfinaler 1968 och 1969. Efter fem förlorade cupfinaler under karriären bad han om att få lämna Arsenal, men Bertie Mee övertalade honom att stanna kvar. Det skulle visa sig att McLintock fattade rätt beslut som stannade kvar. 1970 vann han äntligen en cupfinal, då Arsenal besegrade belgiska Anderlecht i finalen av Mässcupen, och 1971 ledde han laget till seger i både ligan och FA-cupen. Samma år blev han även utsedd till Årets spelare i England.
1972 förlorade McLintock och hans Arsenal FA-cupfinalen mot Leeds United och året efter kom man på andra plats i ligan. 1973 såldes han överraskande till Queens Park Rangers. Han tillbringade fyra säsonger i QPR, kom som bäst på andra plats i ligan 1976 och kvalificerade sig för Uefacupen. Han avslutade karriären 1977 efter att ha spelat över 700 matcher, varav 403 för Arsenal. Han spelade även nio landskamper för Skottland och belönades med Brittiska Imperieorden, MBE, 1972.
Efter spelarkarriären hade McLintock en mindre lyckad sejour som manager i sin gamla klubb Leicester. Han var så bedrövad att han var borta från fotbollen i ett helt år, innan Queens Park Rangers manager Terry Venables övertalade honom att ta en plats i QPR:s tränarstab. McLintock blev senare manager i Brentford och tränare i Millwall, där han var med om att föra upp laget i division ett. Han har även gjort karriär som middagstalare samt jobbat som fotbollskommentator på BBC Radio och Sky Sports.